# فوقس صلب
فوقس صلب (الاسم العلمي: Fucus rigidus) هو نوع من الطلائعيات يتبع جنس الفوقس من الفصيلة الفوقسية.